# 讃岐裕子
讃岐 裕子（さぬき ゆうこ、1958年1月9日 - ）は、日本の元歌手。東京都世田谷区出身。

## 来歴・人物
身長160cm（1977年当時）。弟がいる。明星学園高等学校卒業。
1975年5月25日、シングル「ある晴れた日に」でデビュー。
3枚目のシングル「ハロー・グッバイ」 (オリコン71位) は、アグネス・チャンの曲「ハロー・グッドバイ」の2番の歌詞を変えたもので、後に柏原よしえがカバーした。
デビュー当時、渡辺プロダクションに所属しており、TBSの公開生番組「ぎんざNOW!」のアシスタント、マルコメ味噌のCMにそれぞれ出演していた。
その後讃岐ゆう子に改名。
休日は野球をするのが趣味だったという。
2017年10月30日、畑中葉子のInstagramに本人の写真は載せられていないが、平尾昌晃の葬儀に出席していたと報告されている。

## 出演

### テレビドラマ
- 必殺仕事人 第31話「弓技 標的はずし」（1979年、ABC） - おひろ

## ディスコグラフィ
- 全てワーナー・パイオニアからリリース。

### シングル
| #               | 発売日          | A/B面         | タイトル         | 作詞          | 作曲          | 編曲              | 規格品番      |
| 讃岐裕子 名義   | 讃岐裕子 名義   | 讃岐裕子 名義 | 讃岐裕子 名義    | 讃岐裕子 名義 | 讃岐裕子 名義 | 讃岐裕子 名義     | 讃岐裕子 名義 |
| --------------- | --------------- | ------------- | ---------------- | ------------- | ------------- | ----------------- | ------------- |
| 1               | 1975年 5月25日  | A面           | ある晴れた日に   | 山上路夫      | 平尾昌晃      | 森岡賢一郎        | L-1240R       |
| 1               | 1975年 5月25日  | B面           | 校庭             | 山上路夫      | 平尾昌晃      | 森岡賢一郎        | L-1240R       |
| 2               | 1975年 11月25日 | A面           | 白い花の下で     | 林春生        | 三木たかし    | 三木たかし        | L-1288R       |
| 2               | 1975年 11月25日 | B面           | 寒い朝に         | 林春生        | 三木たかし    | 三木たかし        | L-1288R       |
| 3               | 1977年 3月25日  | A面           | ハロー・グッバイ | 喜多條忠      | 小泉まさみ    | 竜崎孝路          | L-71R         |
| 3               | 1977年 3月25日  | B面           | めぐり逢うために | 小泉まさみ    | 小泉まさみ    | 青木望            | L-71R         |
| 4               | 1977年 9月25日  | A面           | シャインの秋     | 伊藤アキラ    | 平尾昌晃      | 馬飼野康二        | L-167R        |
| 4               | 1977年 9月25日  | B面           | ルージュの愛     | 伊藤アキラ    | 加瀬邦彦      | 馬飼野康二        | L-167R        |
| 讃岐ゆう子 名義 |                 |               |                  |               |               |                   |               |
| 5               | 1979年 6月25日  | A面           | 夕映えの帰り道   | 呉田軽穂      | 南佳孝        | 徳武弘文 藤田大土 | L-286R        |
| 5               | 1979年 6月25日  | B面           | 同じ海の前で     | 呉田軽穂      | 南佳孝        | 徳武弘文 藤田大土 | L-286R        |

### タイアップ曲
| 年     | 楽曲         | タイアップ                               |
| ------ | ------------ | ---------------------------------------- |
| 1977年 | シャインの秋 | 伊勢半「キスミーシャインリップ」CMソング |